# Sékou Kourouma
Sékou Kourouma (* 1956; † 18. April 2020 in Conakry) war ein guineischer Politiker. Er war zuletzt Generalsekretär der Regierung Guineas (Secretary General of the Government). Diese Position entspricht einem Stabschef für Präsident Alpha Condé.
Am 10. April 2020 wurde er mit einer SARS-CoV-2-Infektion in ein Krankenhaus in Conakry eingeliefert, an welcher er am 18. April 2020 starb.